# المدن العمالية في الإمارات العربية المتحدة
المدن العمالية بدولة الإمارات العربية المتحدة: أكد خبراء ومسؤولون بعدد من المدن العمالية الجديدة في أبوظبي، أهمية الخطوات التي اتخذتها حكومة دولة الإمارات في السنوات الأخيرة لحماية حقوق الإنسان بشكل عام، و حقوق العمال على وجه الخصوص. تتوفر المدن العمالية على العديد من الخدمات، حيث توجد محلات تجاريةً، ومحالات هايبر ماركت، إضافة إلى مكاتب شحن وبريد وسفر، إضافة إلى مستشفيات، وحدائق ترفيهية، ومرافق رياضية.

## أنواع المدن العمالية
تتوزع هاته المدن عبر ثلاثة أنواع :
- المدن الدائمة : و يقطن بها عمال القطاعات التشغيلية وقطاع الصناعة .وقد منحت المؤسسة العليا للمناطق الاقتصادية المتخصصة عقودا للمستثمرين لتشغيل هذه المدن لمدة ثلاثين عاما قابلة للتجديد.
- مدن عمال البناء : تضم عمال قطاع البناء والتشييد، وتصل الفترة الاستثمارية فيها إلى عشرين سنة غير قابلة للتجديد .
- المدن المؤقتة : تهم عمال شركات التطوير والخدمات اللوجستية في المنطقة الغربية، وبصفة خاصة في منطقة الرويس، وتتراوح مدة إيجار أراضي هذه المدن من 3 إلى 5 سنوات.

## فكرة المشروع
خلال سنة 2006 صدر تقرير عن منظمة «هيومان رايتس ووتش» الحقوقية بشأن أوضاع العمالة الأجنبية في الإمارات العربية المتحدة .و فور صدور هذا التقرير كشفت السلطات الإماراتية عن وجود مشروع سكني خاص بالعمال وذويهم في إمارة أبو ظبي يوفر كافة ظروف العيش الكريم لتلك العمالة، كحلقة أولى في سلسلة إقامة تلك المدن التي استمر العمل في تشييدها إلى غاية سنة 2013 . و سارع الشيخ محمد بن زايد آل نهيان ولي عهد ابوظبي رئيس المجلس التنفيذي لإمارة أبو ظبي إلى دعم وتشجيع الفكرة، بمتابعة شخصية من لدن الشيخ حامد بن زايد آل نهيان رئيس ديوان ولي العهد رئيس دائرة الاقتصاد في ابوظبي ورئيس مجلس إدارة المناطق الصناعية المتخصصة في الإمارة .وتكفلت المؤسسة العليا للمناطق الاقتصادية المتخصصة بالإشراف على إنجاز تلك المدن العمالية، مستفيدة من خبرة التجربة السنغافورية في هذا المجال.

## طبيعة المدن العمالية
تتمتع المدن العمالية بكافة المواصفات والمعايير التخطيطية والإنشائية التي توفر بيئة سكنية آمنة وإيجابية للعامل، وتأخذ في الاعتبار تعدد مواطن أولئك العمال الذين يمثلون عشرات الجنسيات المختلفة مع ما يعني ذلك من اختلاف في الأعراف والتقاليد والسلوكيات المتميزة.و تتوفر تلك المدن على مرافق الخدمات الأساسية المتطورة وظروف معيشية بشروط عالية الجودة . وقد وفرت إمارة أبو ظبي الأرض اللازمة للمشروع الأولي بأجرة رمزية. و حتى يتسنى مواكبة وتأمين الظروف السكنية اللائقة للساكنة العمالية فقد جرى فرض معايير جديدة على الشركات التي تستخدم عمالة أجنبية من حيث إلزامها بإسكان العمال في مساكن صحية لائقة، علاوة على تغطية جميع الحاجات الأساسية والكمالية التي تحتاجها القوة العاملة في ظل ظروف شخصية واجتماعية كريمة ومريحة مع توفير الخدمات الأمنية والترفيهية و الرياضية وأماكن العبادة والعلاج والمواصلات والحدائق وأماكن انتظار السيارات مما يجعل منها مجمعا سكنيا متكاملا .

## تكاليف الإقامة
تتوزع هاته المدن عبر ثلاثة أنواع :
- المدن الدائمة : و يقطن بها عمال القطاعات التشغيلية وقطاع الصناعة .وقد منحت المؤسسة العليا للمناطق الاقتصادية المتخصصة عقودا للمستثمرين لتشغيل هذه المدن لمدة ثلاثين عاما قابلة للتجديد.
- مدن عمال البناء : تضم عمال قطاع البناء والتشييد، وتصل الفترة الاستثمارية فيها إلى عشرين سنة غير قابلة للتجديد .
- المدن المؤقتة : تهم عمال شركات التطوير والخدمات اللوجستية في المنطقة الغربية، وبصفة خاصة في منطقة الرويس، وتتراوح مدة إيجار أراضي هذه المدن من 3 إلى 5 سنوات.

## طبيعة العمال
يشكل العمال الأجانب أكثر من 70% من إجمالي القوة العاملة، والعمال المقيمون في المدن العمالية ينتمون إلى قطاع التشييد والمقاولات .و يتواجد لدى المؤسسة العليا للمناطق الاقتصادية المتخصصة 19 مدينة عمالية لعمال البناء و5 مدن عمالية لعمال قطاع الصناعة وتصل نسبة عمال البناء إلى 70% من بين العدد الكلي للعمال في مدن أبوظبي .

## مشاريع مستقبلية
تعتزم المؤسسة العليا للمناطق الاقتصادية المتخصصة في المستقبل القريب إقامة سكن للعاملات في أبوظبي، حيث تفيد إحصائيات عن وزارة العمل بوجود نحو 50 ألف عاملة في أبوظبي يعملن في قطاعات اقتصادية متنوعة، ولذلك تم التفكير في مشاريع سكنية خاصة بهذه الفئة التي تحتاج إلى مواصفات واشتراطات متميزة تختلف عن السكن الجماعي للعمال .
كما أن المؤسسة بصدد معالجة مقترحات تهم السكن الجماعي للعمال وبشكل خاص العمالة الخدماتية في أبوظبي والتي تضم عمال البقالات والمطاعم والأعمال الكهربائية والنظافة وغيرها، وذلك بغية تحقيق هدف عدم رفع أسعار الخدمات التي يقدمونها للسكان المواطنين والمقيمين في الإمارة .

## إشادات دولية
[انحياز]
صحيفة الاتحاد.
صحيفة الاتحاد.
مباشر.

## المدن العمالية بأبوظبي
أنشأت دولة الإمارات العربية المتحدة مدينة عمالية حديثة في ابوظبي وهي واحدة من 25 مدينة تنوي دولة الإمارات بناءها في غضون السنوات القليلة المقبلة وتتسع إلى أكثر من نصف مليون عامل. المدن العمالية
تتسع المدينة التي كشف النقاب عن إنجازها إلى 40 ألف نسمة فضلا عن مرافق خدمية متطورة توفر ظروفا معيشية بمواصفات عالية للعمال الأجانب الذين يشكلون أكثر من 70% من إجمالي القوة العاملة في دولة الإمارات. وقد تم تنفيذ المشروع من قبل شركة خاصة، فيما وفرت الأرض اللازمة للمشروع حكومة أبوظبي باجرة رمزية. وقد حظي المشروع السكني العمالي بدعم وتشجيع مباشر من الشيخ محمد بن زايد آل نهيان ولي عهد ابوظبي ومتابعة من الشيخ حامد بن زايد آل نهيان رئيس دائرة الاقتصاد في ابوظبي ورئيس مجلس إدارة المناطق الصناعية المتخصصة في الإمارة.
وسيترتب على إنشاء المدن العمالية الجديدة فرض معايير جديدة على الشركات التي تستخدم عمالة أجنبية من حيث إجبارها على إسكان العمال في مساكن صحية لائقة. وقد بلغت الاستثمارات الموظفة في المدينة العمالية التي أقيمت في منطقة المصفح بالقرب من العاصمة ابوظبي حوالي مليار ونصف المليار درهم إماراتي. وقد أطلق على المدينة العمالية اسم مدينة آيكاد السكنية تبلغ مساحتها قرابة المليون متر مربع وتم تشييدها على مراحل وتم بناء المرحلة الأولى منها بتكلفة تبلغ 350 مليون درهم إماراتي وتتسع لحوالي 5000 فرد، 

## مدينة (ايكاد) نموذجا
تبلغ مساحة مدينة أبوظبي الصناعية (ايكاد) قرابة المليون متر مربع وتم تشييدها على مراحل وتم بناء المرحلة الأولى منها بتكلفة تبلغ 350 مليون درهم وتتسع لحوالي 5000 فرد. 
وتبلغ المساحة الإجمالية المشيدة بالمدينة لكافة الوحدات السكنية والتجارية والخدمية حوالي 625000 متر مربع تمثل المساحة المبنية للمرافق التجارية والخدمية منها أكثر من نسبة 10%، كما تبلغ مساحة الفراغات والأرصفة والحدائق والطرق أكثر من 75% من المساحة الإجمالية للمدينة.
وهناك مدينة أبوظبي الصناعية الثانية (ايكاد (2 التي تم إحداثها نتيجة شراكة بين القطاعين العام والخاص بهدف إنشاء بنى تحتية تنسجم مع المواصفات والمعايير العالمية، لإقامة مشاريع ذات جودة عالية.
و تغطي هذه المدينة مساحة 11كم² في منطقة مصفح وتبعد عن مدينة أبوظبي حوالي 30 كم. و تضم أزيد من مائة قطعة أرضية لإنشاء قطاعات صناعية متخصصة مثل الصناعات الكيميائية، المنتجات البلاستيكية، الصناعات الهندسية، منتجات الأخشاب، مواد البناء بالإضافة إلى قطاع صناعات النفط والغاز والخدمات المرتبطة بهما. ويقدر حجم الإستثمارات ب 11مليار درهم إماراتي . و تبلغ كلفة البنى التحتية بحسب العقود المبرمة 450مليون درهم بالإضافة إلى العقود المبرمة مع الجهات المعنية لتوفير الكهرباء والماء والاتصالات وغيرها من البنى التحتية الأساسية للمشروع.